# Borba (journal)
Pour les articles homonymes, voir Borba.
Borba (en serbe cyrillique : Борба ; en français : La Lutte ou Le Combat) est un quotidien serbe publié à Belgrade. Au temps de la République fédérative socialiste de Yougoslavie, il était le journal officiel de la Ligue des communistes de Yougoslavie. Il a été créé en 1922.

## Histoire
Le premier numéro de Borba a paru le 19 février 1922 à Zagreb. Le journal fut interdit le 13 janvier 1929 juste après l'établissement d'un régime autoritaire par le roi de Yougoslavie Alexandre Ier. Pendant la Seconde Guerre mondiale, le journal fut de nouveau publié dans la République d'Užice du 19 octobre au 27 novembre 1941 puis, après la reconquête de cette éphémère république soviétique par les nazis, dans la Krajina de Bosnie du 1er octobre 1942 au 27 février 1943 ; à cette époque, il était édité dans le village de Drinić.
Après la libération de Belgrade le 15 novembre 1944, le journal parut de nouveau en tant que quotidien et, le 22 octobre 1948, il parut à Zagreb, en tant qu'organe de presse officiel du Parti communiste.
De nombreuses personnalités travaillèrent pour le journal, en tant qu'éditeur ou rédacteur en chef, comme Zlatko Šnajder, Vladimir Ćopić, Ivan Krndelj, Ognjen Prica, Josip Kraš, Veselin Masleša, Marijan Stilinović, Puniša Perović, Veljko Vlahović, Vlajko Begović, Lazar Mojsov, Moma Marković ou Vladimir Dedijer.
À partir du 9 juin 1954, Borba devint un organe de l'Alliance sociale-démocrate des travailleurs de Yougoslavie (en serbo-croate : Socijalistički savez radnog naroda Jugoslavije).
En 2008, Borba a été privatisé et la première édition du journal dans sa nouvelle formule a paru le 15 janvier 2009.